# 155e méridien ouest
En géographie, le 155e méridien ouest est le méridien joignant les points de la surface de la Terre dont la longitude est égale à 155° ouest. 

## Géographie

### Dimensions
Comme tous les autres méridiens, la longueur du 155e méridien correspond à une demi-circonférence terrestre, soit 20 003,932 km. Au niveau de l'équateur, il est distant du méridien de Greenwich de 17 254 km,.
Le 155e méridien ouest forme un grand cercle avec le 25e méridien est.

## Régions traversées
En commençant par le pôle Nord et descendant vers le sud au pôle Sud, Le 155e méridien ouest passe par:
| Coordonnées           | Pays, territoire ou mer | Notes |
| --------------------- | ----------------------- | --- |
| 90° 00′ N, 155° 00′ O | Océan Arctique          | |
| 71° 36′ N, 155° 00′ O | Mer de Beaufort         | |
| 71° 08′ N, 155° 00′ O | États-Unis              | Alaska |
| 58° 01′ N, 155° 00′ O | Océan Arctique          | Passe juste à l'ouest de l'Île Kodiak, Alaska, États-Unis (à 57° 20′ N, 154° 47′ O) Passe juste à l'ouest de l'île Tugidak, Alaska, États-Unis (at 56° 25′ N, 154° 48′ O) |
| 19° 44′ N, 155° 00′ O | États-Unis              | Hawaï — Île Hawaï |
| 19° 20′ N, 155° 00′ O | Océan Pacifique         | Passe juste à l'ouest de l'Île Malden, Kiribati (à 4° 00′ S, 154° 58′ O)                                                                                                  |
| 60° 00′ S, 155° 00′ O | Océan Austral           | |
| 77° 12′ S, 155° 00′ O | Antarctique             | Dépendance de Ross, Liste des territoires revendiqués par la Nouvelle-Zélande                                                                                             |